# Geografía política
La geografía política es la parte de la geografía humana que trata de la distribución del territorio con respecto al espacio que ocupa el ser humano. Es un ámbito de estudio muy amplio,  ya que su principal objeto de estudio son las instituciones políticas, que pueden ir desde un pequeño grupo de personas bien organizado y jerarquizado hasta un gran bloque económico o político de carácter internacional y no tratarse solamente de países. Siendo complejo este concepto, la geografía política se interesa en todos los aspectos afines, como el proceso político, sistemas de gobierno, repercusión de las acciones políticas, etc.
El espacio geográfico (poblaciones, naciones, territorios, cultura, zonas, etc.) es otro objeto de interés para la geografía política, factor ligado a la ciencia política, ya que igualmente es un tema de estudio el medio en que se desarrollan las instituciones y las políticas territoriales.

## Países por continente; antecedentes históricos de la geografía política y sus características
Las áreas emergidas y habitables del planeta Tierra se distribuyen en cinco continentes y multitud de islas, muchas adscritas a continentes, que a su vez se dividen políticamente en 194 países. El continente con mayor número de países es África con 54, seguido de: Europa con 50, Asia con 48, América con 35 y Oceanía con 14.
A lo largo de la historia humana se ha estudiado la Geografía en un ambiente político, las dudas y cuestionamientos de los fenómenos políticos y su alcance estaban ya siendo discutidos por Jean Bodin y Montesquieu, aunque ellos minimizaban la percepción del espacio como el medio físico de los hechos políticos. Nuevamente reaparece bajo el nombre de Geopolítica en los últimos años del siglo XIX como especialidad científica, sin embargo, en Alemania destacó un gran geógrafo que logró un avance en la idea de esta rama de la geografía humana bajo la vista de una Alemania que extendía sus dominios e incrementaba su poder, me refiero a Friedrich Ratzel (1844-1904) cuyos libros Politische Geographie (1897) y Der Lebensraum (1901) hablan más a detalle de su visión en la Geografía política. Ratzel estudia las relaciones entre las sociedades y el territorio que ocupan, y utiliza algunos conceptos procedentes del campo de las ciencias naturales para interpretar hechos políticos. Así, la consideración del Estado como un «organismo» territorial y la idea del espacio vital por el que compiten los Estados que desean ampliar su esfera territorial; sin que falte el análisis de ciertos caracteres físicos, como la situación geográfica, las fronteras y la forma del territorio del Estado.
Antes de Ratzel, el estudio de la Geografía política no había formado nunca una disciplina sistemática. Jean Bodin había buscado los lazos que unen el Estado a la tierra que le soporta; según él las condiciones naturales ejercen una influencia poderosa sobre los modos de vida y sobre la mentalidad de los pueblos y, a continuación, sobre sus formaciones políticas. Encontramos la misma idea entre los filósofos del siglo XVIII y particularmente en Montesquieu quien, para comprender las instituciones políticas, apela no solo a la historia, sino también a la economía, la geografía, el clima; reconoce que las diferencias de necesidades en distintas latitudes han diferenciado los modos de vida, y por ello, las leyes: a propósito de las causas de la caída del Imperio romano, tendrá visiones profundas sobre los inconvenientes de su extensión desmesurada. Es Ratzel quien primero comprende la complejidad de las condiciones de existencia y de funcionamiento de los Estados, el que supo dar a su estudio el carácter de ciencia. Concibe el Estado como un organismo que resulta de la síntesis de un fragmento de tierra y de humanidad, lo que fue objeto de una disciplina científica que analiza, clasifica y compara.
Después de los postulados de Ratzel y las críticas al respecto de estas no fueron positivas ya que describiría las acciones de Alemania en la Gran Guerra justificándolas bajo sus teorías y conceptos; en consecuencia a esto, varios geógrafos se dedicaron a desarrollar una visión en cuyo centro son los problemas militares y estratégicos, tales como los son las figuras de Alfred Mahan y Halford John Mackinder. Pero esto solo sería el siguiente paso hacia nuevos cambios en la manera de ver esta ciencia, los eventos ocurridos en la Segunda Gran Guerra y posterior a esta hizo que la Geógrafa política obtuviera avances sorprendentes en cuanto a conceptos y métodos.
Toda sociedad que se instala en un territorio y lo convierten en suyo se organiza bajo una metodología coherente y jerarquizada, tras el transcurso del tiempo y el desarrollo de las tierras junto a sus habitantes lo convierten en una sociedad moderna la cual adquiere la denominación de Estado. Este Estado se divide en dos frentes los cuales son interno y externo: en el interior de la sociedad se debe velar por la salud y bienestar de la población, satisfacer sus necesidades, garantizar los servicios básicos, repartir los recursos naturales y más; mientras que las acciones externas, las cuales se hacen con otros Estados deben tomarse bajo la concepción de carácter estratégico junto al dominio de sus bienes y riquezas, con métodos para obtener y satisfacer necesidades como los acuerdos y negociaciones.
El poder es una de las características que ha tomado importancia en esta ciencia, debido a que muchos geógrafos aseguran el uso de esta para poder realizar diversas relaciones internas y externas, principalmente los externos que son a nivel internacional; este poder se puede conferir a varios factores que pueden ser los más estudiados como lo son el económico, político y militar, así como los culturales y sociales. 
Esto lo podemos ver más claro al momento de analizar una de las formas de la misma conocida como los 4 pilares del poder; estos pilares son características de un Estado, además de su influencia y respeto ante las relaciones internacionales con otros actores. Estos cuatro pilares son: fuerza militar abrumadora, excedente de energía económica, liderazgo ideológico y un cohesivo sistema de gobierno.
En conclusión, todos estos autores que han contribuido al tema coinciden que la Geografía política es una ciencia que está basado bajo teorías, conceptos, metodología, objetos de estudio, y es una rama de la Geografía humana. Tomando como base para ello la estudio y análisis de los conflictos políticos en un espacio geográfico, con el objetivo de analizar los medios para la satisfacción de los intereses de los grupos sociales con base en el proceso organizativo que implican leyes, instituciones y valores dominantes; todo esto bajo escalas de nivel mundial, regional, nacional y local donde actores pueden realizar sus acciones dinámicas y complejas al cariz de factores sociales, económicos, culturales, entre otros más.